# 제이훈 에리슈
제이훈 에리슈(Ceyhun Eriş, 1977년 5월 15일 ~ )는 터키 국적의 은퇴한 축구 선수이다. 2008년 K리그 FC 서울 소속으로 뛰었으며 당시 K리그에 등록된 공식 한글 이름은 제이훈이다.

## 클럽 경력
터키 명문 갈라타사라이 SK에서 프로 데뷔를 하였으며 터키 청소년 대표팀에 선발되었다. 2008년 터키 귀네슈 감독이 이끄는 FC 서울에 영입되었지만 시즌 중 대상포진에 걸려 기대만큼 활약을 펼치지 못하고 1골을 넣는데 그쳤다.